# Slovaroslovje
Slovaroslovje ali leksikologija (starogrško: pridevnik lexiko iz samostalnika lexis = govor, način govora, beseda) je veda, ki proučuje besede, njihov pomen, stavčne člene in povezave med besedami (semantične povezave), besedne vrste in obravnava celoten leksikon.
Prvič se je izraz leksikologija pojavil v 20 . letih 19. stoletja, čeprav so se leksikologi že prej neuradno ukvarjali s to vedo. Obstaja tudi veja leksikologije, ki se ukvarja s preučevanjem slovarjev in njihovih vsebin. Sorodna leksikologiji je leksikografija (slovaropisje), ki prav tako preučuje besede, vendar v povezavi s slovarji. Pravzaprav so leksikografi tisti, ki skrbijo za to, katere besede bodo vključili v slovarje in pozneje v leksikon. Leksikografija je torej tista, ki združuje teorijo in prakso sestavljanja slovarjev. Pomembno je razlikovanje med obema pojmoma, saj je leksikologija veda, ki se ukvarja z besedami, leksikografija pa s pisanjem besed na določen način (npr. način pisanja v slovarjih).
Vsaka posamezna beseda ima svoje bistvo, ki je neodvisno od drugih, čeprav je začutiti povezanost na paradigmatski in sintagmatski ravni. Paradigmatski odnosi temeljijo na soodvisnosti besed v okvirju leksikalnega sistema. Sintagmatski odnosi prikazujejo povezanost besed po vzorcih organiziranosti. Z drugimi besedami - besedišče določenega jezika ni nered različnih pojavov, ampak je sestavljeno iz posameznih elementov, kateri so medsebojno neodvisni in hkrati vseeno na neki način povezani med seboj. Beseda ima določen pomen, točno določeno skupino glasov in točno določeno funkcijo v slovnici. Zaradi tega je opredeljena kot semantična, fonološka in slovnična enota. Leksikologija besedo opazuje iz številnih vidikov. Besede doživljajo nenehne spremembe v svoji obliki in pomenu. Leksikologija spremlja besede vse od njihove prvotne rabe, razvoja in trenutne rabe. Proučevanje medsebojnih odnosov med leksikalnimi enotami je zaključeno, ko se dokopljemo do podrobnosti ali razlik med besedami. 
Nobena beseda se ne pojavlja popolnoma ločeno od drugih. Zaradi tega leksikologija obravnava vse mogoče zveze. Področje leksikologije obsega in vključuje tudi poglede s stališča frazeologije, stalnih besednih zvez itd. 
Leksikologija, ki je veja splošne lingvistike, se podobno kot lingvistika deli na zgodovinsko in opisno. Zgodovinska leksikologija torej opisuje ukvarjanje z izvornimi leksikalnimi enotami posameznega jezika in njihovim razvojem ter besediščem jezika kot celostnega sistema v določenih časovnih odsekih.
Splošna leksikologija se zavzema za splošne lastnosti besed, ki so podobne v vseh jezikih. Natančneje ukvarja se s splošnostjo v jezikih. Specialna leksikologija je tista, ki besede analizira v mejah enega samega jezika.
Leksikoslovje je lahko primerjalno ali kontrastivno. Leksikalni sistem dveh jezikov temelji na kontrastivnem razločevanju. 
Izredno močno povezavo je zaslediti med fonetiko in leksikologijo. Besede so namreč sestavljene iz fonemov, ki sami po sebi nimajo pomena, vendar se povezujejo v morfeme, kjer je pomen že izražen. Zatorej pomagajo pri razlikovanju pomenov. 
Leksikologija in slovnica imata prav tako skupne točke. Vsaka posamezna beseda je sorodna neki besedi v slovnici jezika, saj je opredeljena kot besedna vrsta. Leksikologija razišče to zvezo na osnovi slovničnega in leksikološkega pomena. Na področju tvorbe besed si je leksikologija resnično zelo blizu s slovnico. 